# Evarcha hunanensis
Evarcha hunanensis là một loài nhện trong họ Salticidae.
Loài này thuộc chi Evarcha. Evarcha hunanensis được Peng, Xie & Joo-Pil Kim miêu tả năm 1993.